# Инсула
Инсула (на латински: insula) се нарича застроеното с жилища правоъгълно пространство, очертано от пресичащите се под прав ъгъл градски улици.
Тази градска структура става популярна в началото на елинистическата епоха (втората половина на 4 – началото на 3 век пр.н.е.), когато масово градовете започват да се планират преди построяването им.
Системата от градски улици, пресичащи се под прав ъгъл, известна като Хиподамова система, е наречена по името на архитекта Хиподам Милетски, който я е въвел.
Усъвършенства се и се разпространява из цялото Средиземноморие през епохата на Римската империя.